# Curumaní
Curumaní è un comune della Colombia facente parte del dipartimento di Cesar.
Il centro abitato venne fondato da Jaime Villareal e Jorge Diaz nel 1579, mentre l'istituzione del comune è del 1965.